# HD 93083
HD 93083 — звезда, которая находится в созвездии Насос на расстоянии приблизительно 94 световых лет от нас. Вокруг звезды обращается, как минимум, одна планета.

## Характеристики
HD 93083 представляет собой звезду 8,3 видимой звёздной величины. Это оранжевый карлик, по массе и размерам уступающий нашему Солнцу. Её масса равна 70% солнечной. Температура поверхности составляет около 4995 кельвинов. Светимость звезды составляет всего лишь 41% солнечной светимости.

## Планетная система
В 2005 году у звезды с помощью высокоточных измерений радиальных скоростей проекта HARPS была обнаружена планета, которая получила обозначение HD 93083 b. Это газовый гигант, имеющий массу, равную 37% массы Юпитера. Она обращается на расстоянии около 0,47 а.е. Год на ней длится более 143 суток.